# Volkswagen EA288
Volkswagen EA288 — дизельный двигатель внутреннего сгорания немецкого автоконцерна Volkswagen, находящийся в производстве с 2012 года.
Двигатель выпускается в рядной конфигурации из алюминиевых сплавов AlSi 9 Cu 3 (3 цилиндра) и чугуна GJL-250 (4 цилиндра). Как и у предыдущих моделей, количество клапанов составляет 4. Клапанный механизм приводится в движение ремнём газораспределительного механизма.
Охлаждение двигателя водяное. Охлаждающая жидкость проходит через головку блока цилиндров, радиатор рециркуляции отработавших газов (EGR) и теплообменник нагревателя. Когда потребность в охлаждении возрастает, включается топливный насос высокого давления.
Двигатель оснащён катализатором окисления и сажевым фильтром дизельного топлива. В зависимости от модели автомобиля дополнительно используется либо накопительный катализатор NOx, либо система SCR.
В 2020 году двигатель был модернизирован и получил индекс Volkswagen EA288 evo.

## Технические характеристики

### 3 цилиндра
| VW EA288 | Объём    | Силовой агрегат | Мощность кВт (л. с.) | Audi  | SEAT              | Škoda                   | VW     |
| -------- | -------- | --------------- | -------------------- | ----- | ----------------- | ----------------------- | ------ |
| 1.4 TDI  | 1422 см³ | Турбонаддув     | 55 (75) — 77 (105)   | A1 8X | Ibiza, Toledo IV, | Fabia III, Rapid (2012) | Polo V |

### 4 цилиндра
| VW EA288 | Объём    | Силовой агрегат     | Мощность кВт (л. с.) | Audi                                            | SEAT                                  | Škoda                                               | VW |
| -------- | -------- | ------------------- | -------------------- | ----------------------------------------------- | ------------------------------------- | --------------------------------------------------- | --- |
| 1.6 TDI  | 1598 см³ | Турбонаддув         | 59 (80) — 88 (120)   | A1 8X, A3 8V, Q2 GA                             | Leon III, Toledo IV, Ateca, Arona     | Octavia III, Rapid (2012), Superb III, Karoq, Scala | Golf VII, Golf Sportsvan, Jetta VI, Touran II, T-Roc, Passat B8, Polo VI                                                           |
| 2.0 TDI  | 1968 см³ | Турбонаддув         | 85 (115) — 140 (190) | A3 8V, A4 B8, A4 B9, A5 F5, A6 C7, Q2 GA, Q3 8U | Leon III, Ateca, Alhambra II, Tarraco | Octavia III, Superb III, Kodiaq, Karoq              | Beetle, Golf VII, Golf Sportsvan, Jetta VI, Tiguan, Tiguan II, Touran II, T-Roc, VW Scirocco III, Sharan II, Passat B8, CC, Arteon |
| 2.0 TDI  | 1968 см³ | Двойной турбонаддув | 176 (240)            |                                                 |                                       | Kodiaq RS                                           | Passat B8, Tiguan II, Arteon |

### 4 цилиндра (LCV)
| VW EA288 | Объём    | Силовой агрегат     | Мощность кВт (л. с.)  | VW                          |
| -------- | -------- | ------------------- | --------------------- | --------------------------- |
| 2.0 TDI  | 1968 см³ | Турбонаддув         | 55 (75) — 110 (150)   | T6, Caddy, Crafter, MAN TGE |
| 2.0 TDI  | 1968 см³ | Двойной турбонаддув | 120 (163) — 150 (204) | T6, Crafter, MAN TGE        |